# Melanargia ochreopicta
Melanargia ochreopicta är en fjärilsart som beskrevs av Kitt 1925. Melanargia ochreopicta ingår i släktet Melanargia och familjen praktfjärilar. Inga underarter finns listade i Catalogue of Life.